# Aeropuerto Capitán Ramón Xatruch
El aeropuerto Capitán Ramón Xatruch (IATA: PLP, OACI: MPLP) era un aeropuerto público panameño que servía al pueblo de La Palma, una ciudad portuaria y la capital de la  provincia de Darién.
El aeropuerto fue remplazado por el aeródromo de Miraflores localizado a 7 kilómetros al sur de La Palma. La pista de aterrizaje del antiguo aeropuerto es hoy en día la calle principal de la ciudad. A ambos lados de la antigua pista de aterrizaje hay nueva construcción de viviendas y comercio.

## Información técnica
Aunque la pista de aterrizaje del aeropuerto ha sido demolida, el VOR del aeropuerto sigue activo. El VOR de La Palma (Ident: PML) está localizado en el centro de la ciudad en la cima de una colina alta de la ciudad.